# Karl Topp
Friedrich Karl Topp (* 29. September 1895 in Voerde; † 24. April 1981 in Jever) war ein deutscher Marineoffizier, zuletzt Vizeadmiral im Zweiten Weltkrieg.

## Leben
Topp trat am 1. April 1914 als Seekadett in die Kaiserliche Marine ein. Bei Ausbruch des Ersten Weltkriegs war er an Bord des Linienschiffes Thüringen tätig, mit welchem er an der Skagerrakschlacht teilnahm. Am 13. Juli 1916 wurde er zum Leutnant zur See befördert. Vom 10. September bis 14. November 1917 absolvierte er eine U-Boot-Ausbildung und wurde anschließend der I. U-Boot-Flottille Mittelmeer zugeteilt. Als Erster Offizier fuhr er zuletzt auf dem U-Boot SM UC 67, dessen Kommandant Martin Niemöller war.
Nach Kriegsende erfolgte seine Übernahme in die Reichsmarine. Hier hatte er verschiedene Stabsverwendungen inne und war u. a. von Ende September 1925 bis Ende September 1927 Kommandant des Torpedobootes V 6 bei der 3. Torpedobootshalbflottille in Wilhelmshaven. Es folgten weitere Kommandierungen zu der Schiffsstammdivision der Nordsee. Anschließend diente er unter Karl Dönitz als Navigationsoffizier, später auch als Erster Offizier, auf dem leichten Kreuzer Emden.
Von 1936 bis 1939 war er Generalreferent für militärische Fragen des Schiffbaus, danach Chef der militärischen Abteilung im Amt Kriegsschiffbau des OKM, obwohl er keine technische Ausbildung hatte, und von 1941 bis 1943 als Kapitän zur See und Konteradmiral erster Kommandant des Schlachtschiffs Tirpitz.
Anschließend wurde er erneut Chef der militärischen Abteilung. Bis zum Kriegsende hatte er, zuletzt als Vizeadmiral und auf Betreiben von Karl Dönitz, den Vorsitz der Schiffbaukommission des Reichsministers für Rüstung und Kriegsproduktion inne, welche direkt an Albert Speer berichtete.
Danach setzte ihn die britische Besatzungsmacht einige Monate bei der Abwicklung der Werften ein. Ab 15. Oktober 1945 befand Topp sich in britischer Kriegsgefangenschaft, aus der er am 2. Dezember 1946 entlassen wurde.

## Auszeichnungen
- Eisernes Kreuz (1914) II. und I. Klasse[6]
- U-Boot-Kriegsabzeichen (1918)[6]
- Friedrich-August-Kreuz II. und I. Klasse[6]
- Österreichischer Militärverdienstkreuz III. Klasse mit der Kriegsdekoration[6]
- Wehrmacht-Dienstauszeichnung IV. bis I. Klasse
- Spange zum Eisernen Kreuz II. und I. Klasse
- Flotten-Kriegsabzeichen